# Hemigomphus atratus
Hemigomphus atratus – gatunek ważki z rodziny gadziogłówkowatych (Gomphidae). Jest endemitem północno-wschodniej Australii, znanym tylko z miejsca typowego w północno-wschodniej części stanu Queensland (w pobliżu Zapory Tinaroo).